# Berkshire Hathaway
Berkshire Hathaway Inc. är ett amerikanskt multinationellt konglomerat med huvudkontor i Omaha, Nebraska. Företaget äger i sin helhet bland annat Geico, BNSF, Dairy Queen och Fruit of the Loom. Till 26% äger Berkshire Hathaway företaget Kraft Heinz Company och har även ett betydande minoritetsinnehav i American Express, The Coca-Cola Company, IBM och Restaurant Brands International samt en hemlig andel av Mars Incorporated. Enligt Forbes Global 2000 lista är Berkshire Hathaway det femte största publika bolaget i världen. Bolaget ägs till 36,8% av Warren Buffett.
Företagets B-aktie ingår i S&P 500. En A-aktie i Berkshire Hathaway är värd 1 500 gånger en B-aktie. Berkshire Hathaways A-aktie har aldrig genomgått en split och kostar därför flera hundratusen dollar styck.

## Dotterbolag
Ett urval av dotterbolag.
- Berkshire Hathaway Energy
- BNSF Railway
- Dairy Queen
- Fruit of the Loom
- Geico
- Midamerican Energy